# Podnoszenie ciężarów na Letnich Igrzyskach Olimpijskich 1976 – waga superciężka mężczyzn
Rywalizacja w wadze ponad 110 kg mężczyzn w podnoszeniu ciężarów na Letnich Igrzyskach Olimpijskich 1976 odbyła się 27 lipca 1976 roku w hali Aréna Saint-Michel. W rywalizacji wystartowało 11 zawodników z 8 krajów. Tytuł sprzed czterech lat obronił Wasilij Aleksiejew z ZSRR. Srebrny medal wywalczył Gerd Bonk z NRD, a trzecie miejsce zajął jego rodak – Helmut Losch.

## Wyniki
| Pozycja | Zawodnik           | Reprezentacja     | Waga   | Rwanie | Rwanie | Rwanie | Podrzut | Podrzut | Podrzut | Wynik |
| Pozycja | Zawodnik           | Reprezentacja     | Waga   | 1      | 2      | 3      | 1       | 2       | 3       | Wynik |
| ------- | ------------------ | ----------------- | ------ | ------ | ------ | ------ | ------- | ------- | ------- | ----- |
| 1. !    | Wasilij Aleksiejew | ZSRR              | 156,80 | 175,0  | 180,0  | 185,0  | 233,0   | 255,0   | -       | 440,0 |
| 2. !    | Gerd Bonk          | NRD               | 151,30 | 165,0  | 170,0  | 172,5  | 222,5   | 227,5   | 235,0   | 405,0 |
| 3. !    | Helmut Losch       | NRD               | 110,65 | 160,0  | 160,0  | 165,0  | 212,5   | 222,5   | 222,5   | 387,5 |
| 4       | Ján Nagy           | Czechosłowacja    | 137,00 | 160,0  | 167,5  | 167,5  | 222,5   | 227,5   | 230,0   | 387,5 |
| 5       | Bruce Wilhelm      | Stany Zjednoczone | 147,30 | 167,5  | 172,5  | 172,5  | 215,0   | 220,0   | -       | 387,5 |
| 6       | Gerardo Fernández  | Kuba              | 122,15 | 160,0  | 165,0  | 167,5  | 200,0   | 210,0   | 210,0   | 365,0 |
| 7       | Bob Edmond         | Australia         | 127,20 | 150,0  | 157,5  | 162,5  | 190,0   | 200,0   | 200,0   | 347,5 |
| 8       | Jan-Olof Nolsjö    | Szwecja           | 117,70 | 152,5  | 152,5  | 157,5  | 185,0   | 192,5   | 192,5   | 347,5 |
| 9       | Sam Walker         | Stany Zjednoczone | 115,15 | 142,5  | -      | -      | 182,5   | -       | -       | 325,0 |
| –       | Jouko Leppä        | Finlandia         | 152,15 | 160,0  | 160,0  | 160,0  | -       | -       | -       | DNF   |
| –       | Petr Pavlásek      | Czechosłowacja    | 159,20 | 167,5  | 172,5  | 177,5  | 215,0   | 220,0   | 220,0   | DSQ   |